# 美濃北方站
美濃北方站（日语：／ Mino Kitagata eki */?）是位於岐阜縣本巢郡北方町加茂，名古屋鐵道揖斐線的鐵道車站（廢站）。

## 歷史
在1914年（大正3年），揖斐線的前身岐北輕便鐵道開設此站。岐北輕便鐵道當時是為了連接忠節至北方町方向而成立。因此當初開通區間是只延伸至此站。從此站延伸至黑野站方向的區間由後來的美濃電氣軌道在（在1921年，岐北輕便鐵道合併至美濃電氣軌道）1926年（大正15年）開通。
- 1914年（大正3年）3月29日 - 岐北輕便鐵道忠節站至此站之間開通，此站啟用，當時名為北方町站[4][5]。
- 1921年（大正10年）11月10日 - 岐北輕便鐵道合併至美濃電氣軌道[6]。成為美濃電氣軌道的北方線。
- 1926年（大正15年）
  - 4月6日 - 此站至黑野站之間開通[7]。
  - 11月20日 - 車站改名為美濃北方站[5][8]。
- 1930年（昭和5年）8月20日 - 美濃電氣軌道與名古屋鐵道（第一代。同年中改名為名岐鐵道，在1935年起再改名為名古屋鐵道）合併。成為名古屋鐵道的車站[9][10]。
- 2000年（平成12年）11月16日 - 成為無人車站[11]。
- 2005年（平成17年）4月1日 - 揖斐線忠節站至黑野站之間被廢除，此站也被廢除[12]。

有文獻提及，此站啟用時的站名為北方站（日语：／）。包括官報等其他文獻則名為北方町站。

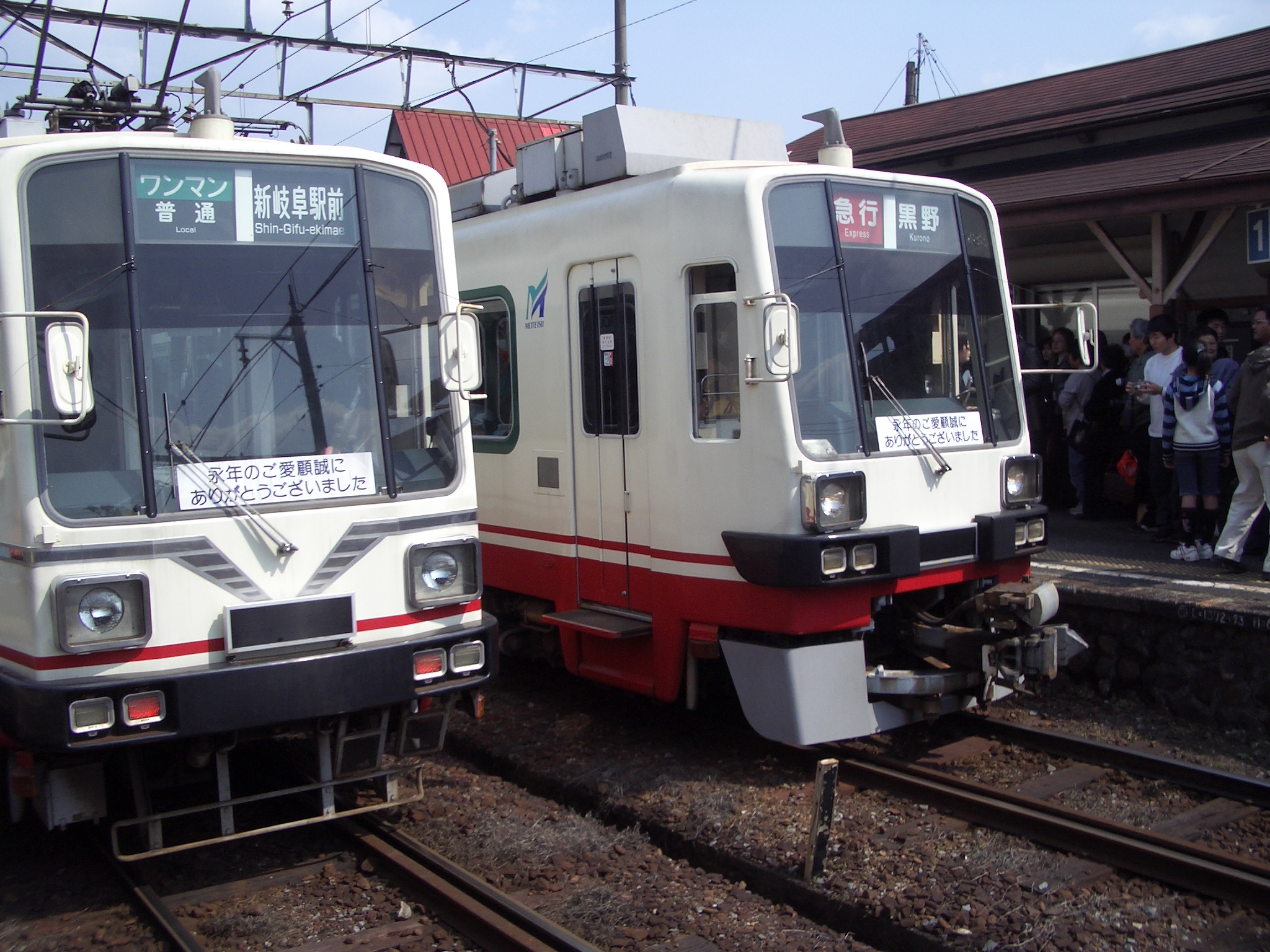
最後營業日
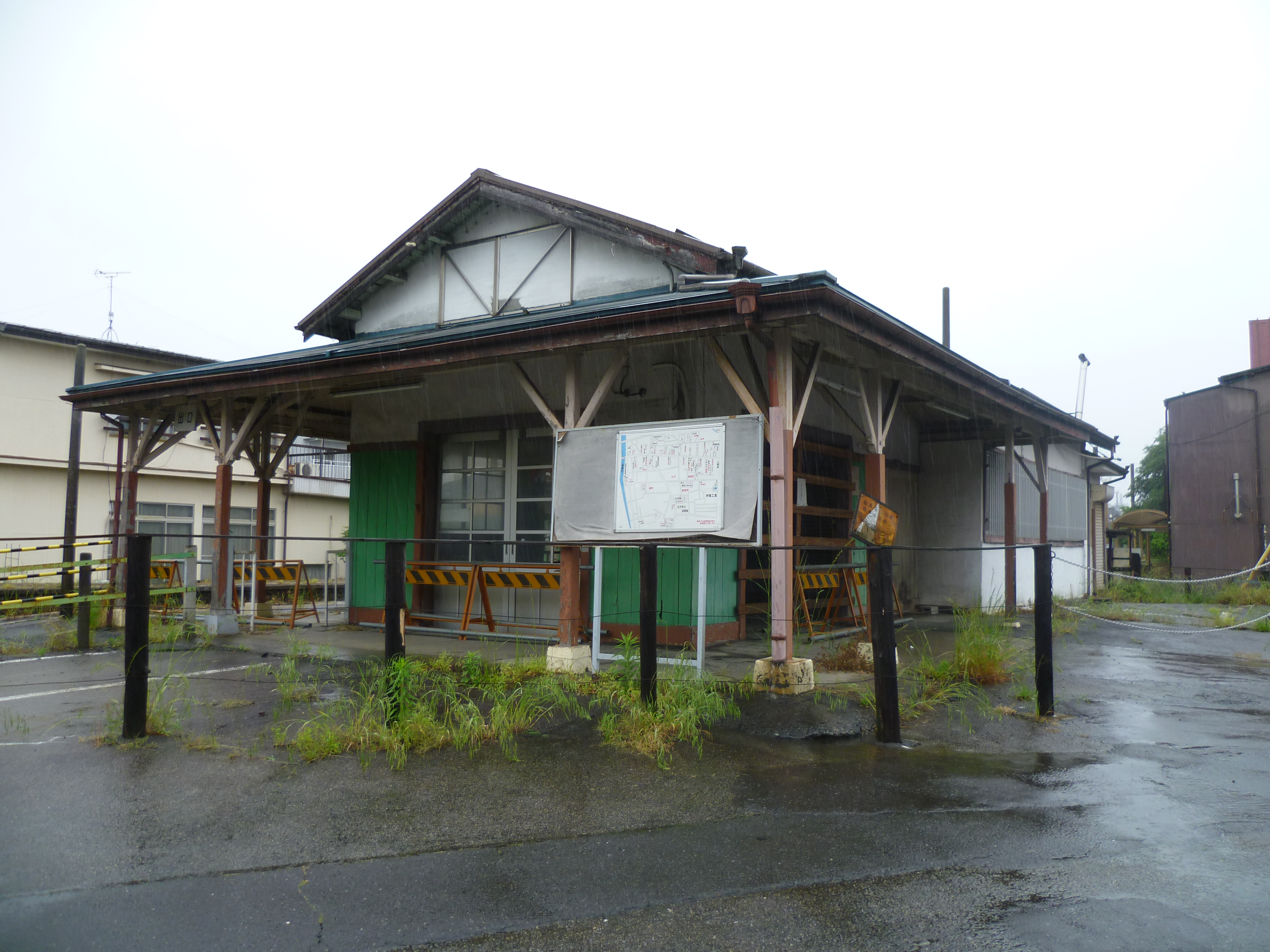
廢除後的站房

## 車站構造
截至車站廢除前，此站是地面車站，設有2面2線的相對式月台。曾經此站為有人車站，在車站廢除前數年變為無人車站。在配線上，1號月台的路軌是直線，但是列車不會以一線通過的規則進站，所有列車會靠左進站。1號月台為黑野站方向月台（在1997年，靠近忠節一方設置場內信號機後。直至此站廢除前，設有列車於該月台折返往忠節站和岐阜市內線方向）。2號月台為忠節站、岐阜市內線方向月台。2號月台靠近黑野一方設有刻上「岐北輕便鐵道發祥之地」的木製燈籠。該燈籠由附近的照相館設置。
站房在開業以來一直存在。站房內設有免費直線電話聯絡的士公司（叫車服務）。在廢線後，站房被封閉，嚴禁進入站房內。現時站房已經被拆毀。（參見圖片）

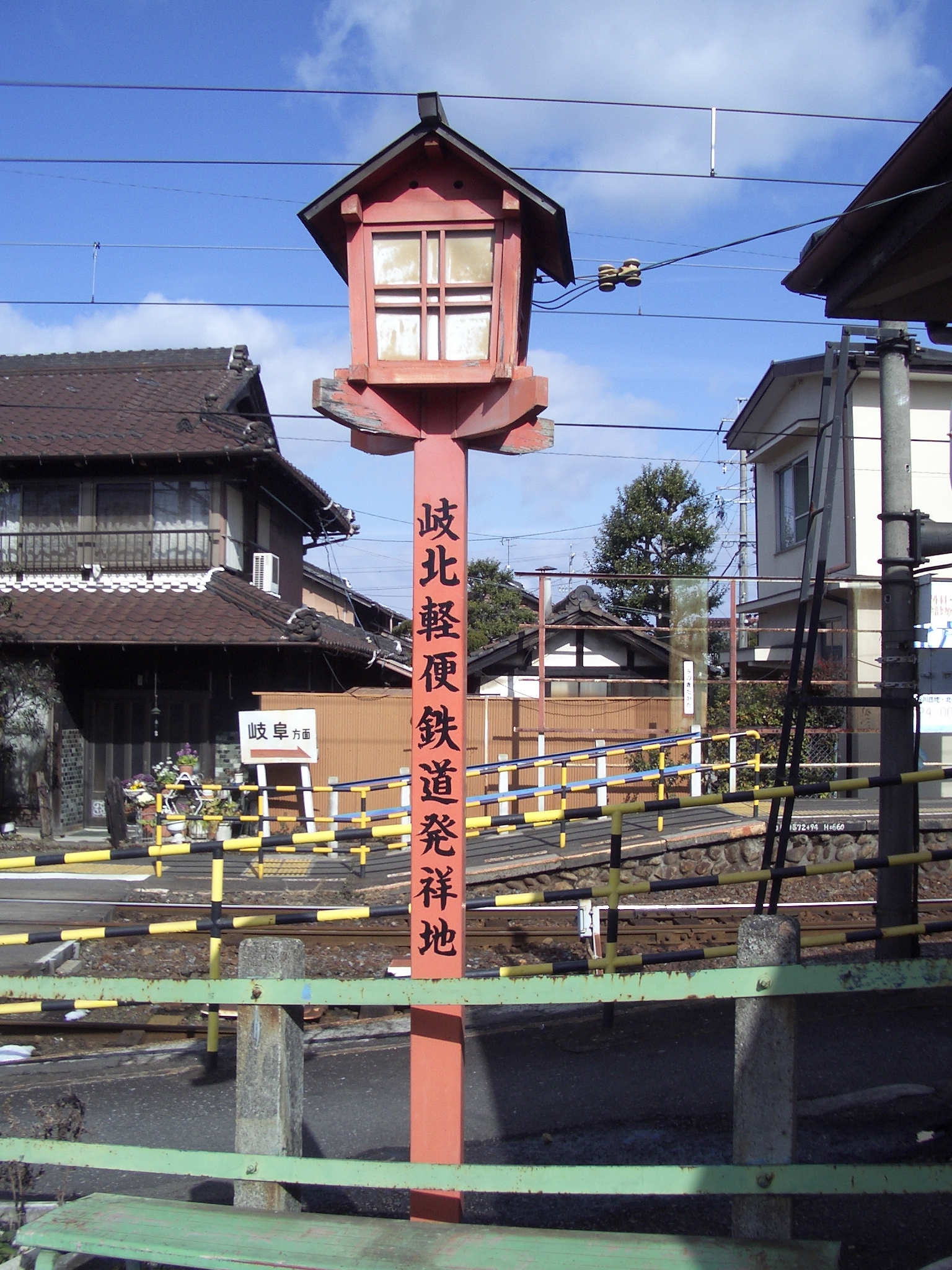
「岐北輕便鐵道発發之地」的燈籠
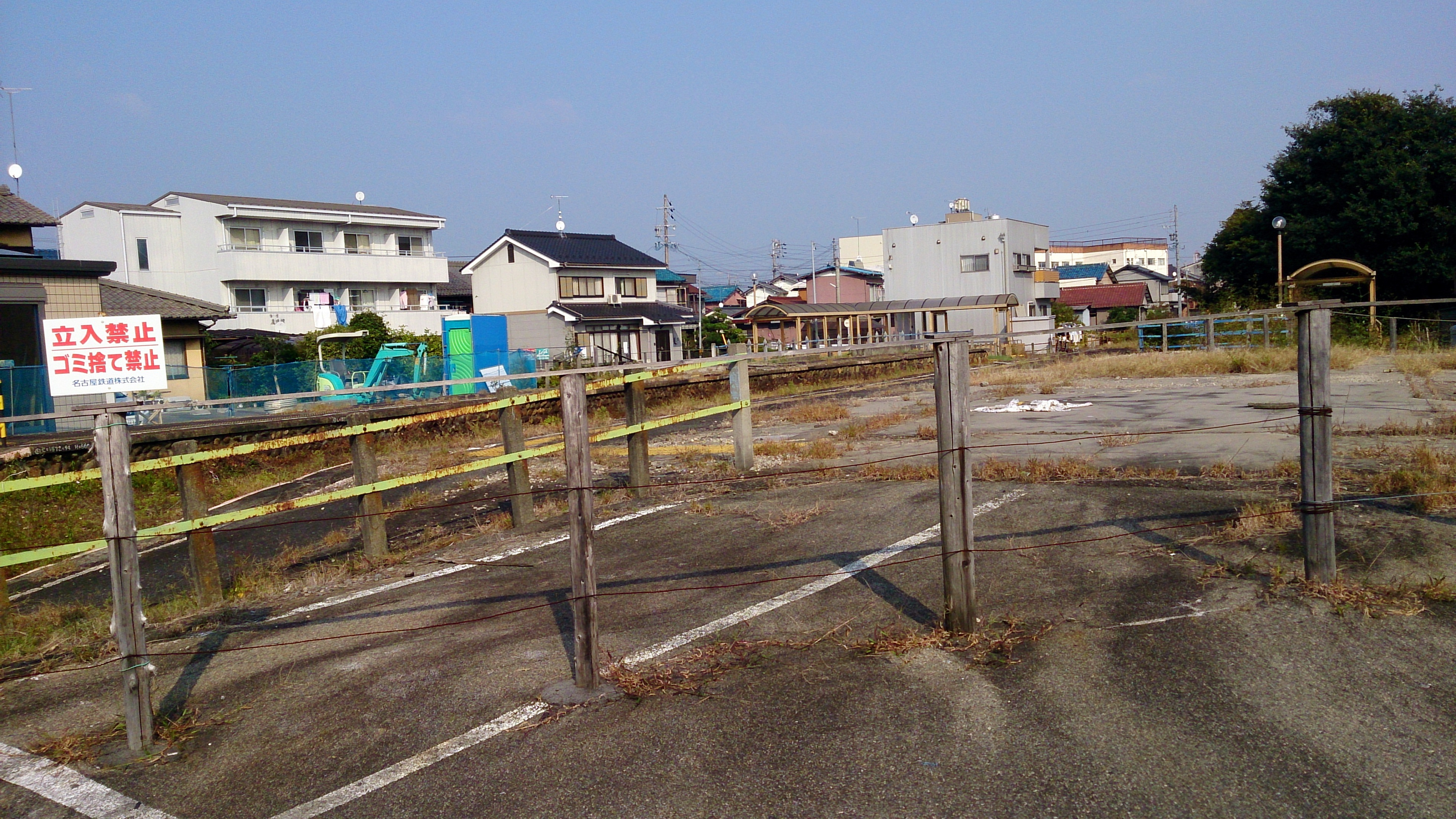
站房撤走後的月台遺蹟 （2015年10月）
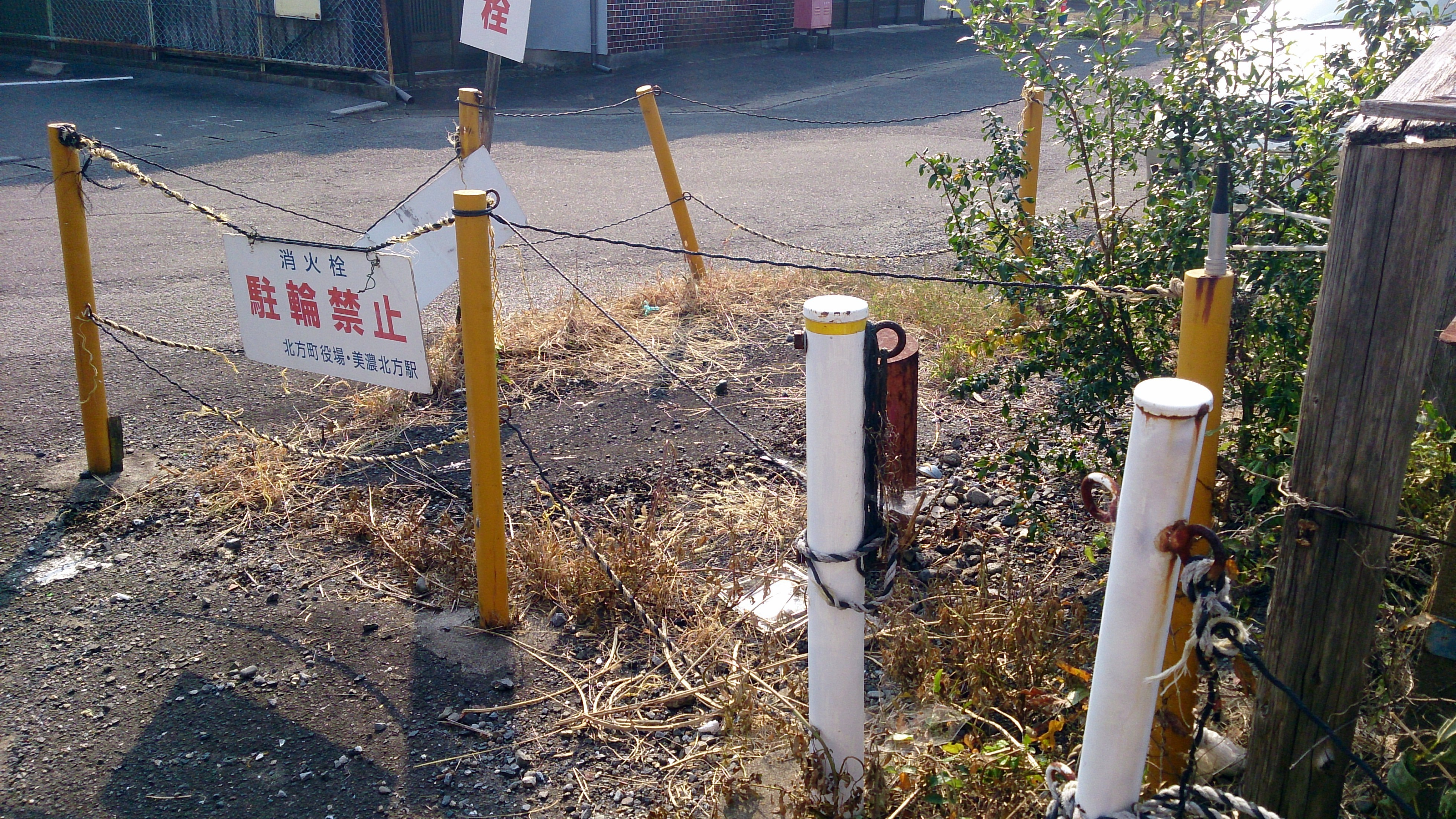
標記了「美濃北方站」的消防栓牌（2015年10月）

### 配線圖
| ← 黑野方向      | 美濃北方站 站內配線略圖 | → 忠節方向 |
| 图例 参考文献： |                         |            |

## 使用狀況
- 在中提及在1992年度，當時1日平均上下車人次為2,836人，為除岐阜市內線均一車費區間內各站（岐阜市內線、田神線、美濃町線徹明町站至琴塚站之間）外名鐵所有車站（342站）中排名第148，揖斐線、谷汲線之間（24站）排名第2[2]。

## 車站周邊
由車站鄰近本巢松陽高等學校與岐阜第一高等學校，因此較多學生使用此站。
此站距離樽見鐵道樽見線北方真桑站約1公里。
- 北方警署（日语：北方警察署）
- 岐阜縣立本巢松陽高等學校（日语：岐阜県立本巣松陽高等学校）
- 岐阜第一高等學校（日语：岐阜第一高等学校）
- 岐阜工業高等專門學校
- Apita北方店
- 糸貫川購物中心（現時：POWERS（日语：三河屋 (チェーンストア)）在廢除後結業）

## 相鄰車站
名古屋鐵道
■揖斐線
■急行·■普通
北方千歲町－美濃北方－真桑
- 在1969年（昭和44年）前，此站與真桑站曾經設有八又站。

## 注腳
1. ↑  國土地理院2.5萬地形圖「北方」，1994年(平成6年)修正版
2. 1 2  名古屋鐵道廣報宣傳部（編）. . 名古屋鐵道. 1994: 651–653.
3. 1 2  . 鄉土出版社. 1997: 21–22. ISBN 4-87670-097-4 （日语）.
4. 1 2  「軽便鉄道運輸開始」《官報》1914年4月9日（國立國會圖書館數碼化資料）
5. 1 2  . 鐵道Forum.   [2016-06-11]. （原始内容存档于2023-05-06） （日语）.
6. ↑  在8月27日已經批准《鉄道省鉄道統計資料. 大正10年度》（國立國會圖書館數碼化收藏）
7. ↑  . 鄉土出版社. 1997: 221–230. ISBN 4-87670-097-4 （日语）.
8. ↑  「地方鉄道駅名改称」《官報》1926年12月1日（國立國會圖書館數碼化資料）
9. ↑  . 鄉土出版社. 1997: 218. ISBN 4-87670-097-4 （日语）.
10. ↑  名古屋鉄道広報宣伝部（編）. . 名古屋鉄道. 1994: 745 （日语）.
11. ↑  德田耕一. . JTB Can Books. JTB出版. 2005: 96. ISBN 978-4-53305-883-7 （日语）.
12. ↑  今尾惠介（監修）.  7 東海. 新潮社. 2008: 52–53. ISBN 978-4-10-790025-8 （日语）.
13. ↑  名古屋鉄道広報宣伝部（編）. . 名古屋鐵道. 1994: 881 （日语）.
14. 1 2 3  川島令三. . 名古屋北部・岐阜篇 1. 草思社. 1997: 142. ISBN 4-7942-0796-4 （日语）.
15. ↑  . 鄉土出版社. 1997: 196. ISBN 4-87670-097-4.
16. ↑  電氣車研究會，《鐵道畫刊》通卷第473號 1986年12月 臨時增刊号 「特集 - 名古屋鐵道」，附圖「名古屋鐵道路線略圖」
17. ↑  . 鄉土出版社. 1997: 122. ISBN 4-87670-097-4 （日语）.